# Hermann Heinz Ortner
Hermann Heinz Ortner (* 14. November 1895 in Bad Kreuzen, Österreich-Ungarn; † 18. August 1956 in Salzburg) war ein österreichischer Schriftsteller und Dramatiker.

## Leben
Ortner war zunächst seit 1914 Schauspieler, später Regisseur und zwischen 1926 und 1928 Chefdramaturg an der Neuen Wiener Bühne. Anschließend begann er seine Tätigkeit als Dramatiker.
Seinen Durchbruch hatte er 1928 mit dem Stück Tobias Wunderlich, das 1929 am Burgtheater sowie 1937 als moderne Volksoper am 24. November 1937 in Kassel uraufgeführt wurde. 1932 verfasste er die Tragödie Schuster Anton Hitt und begann anschließend mit der Bearbeitung historischer Themen.
Ortner, dessen Stücke zwischen 1929 und 1955 auf den Bühnen Österreichs am meisten gespielt wurde, trat 1933 der in Österreich verbotenen NSDAP bei. Zugleich war er auch Mitglied im Bund deutscher Schriftsteller Österreichs, der energisch auf den Anschluss Österreichs an das Deutsche Reich hinarbeitete. Am 23. Mai 1938 beantragte er die reguläre Aufnahme in die NSDAP und wurde rückwirkend zum 1. Mai desselben Jahres aufgenommen (Mitgliedsnummer 6.303.364). Gemeinsam mit Josef Weinheber, Max Mell und anderen österreichischen Schriftstellern betonte er 1938 im „Bekenntnisbuch österreichischer Dichter“, dass der Anschluss für ihn eine „Erlösung“ bedeute. Im selben Jahr wurde zu Hitlers Geburtstag sein Stück Ein Volk steht auf! uraufgeführt. 1939 wurde Ortner als einziger „ostmärkischer“ Dichter SA-Obertruppführer sowie Mitglied beim Kulturkreis der SA. 1943 wurde er aus der NSDAP und der SA ausgeschlossen, 1944 jedoch wieder aufgenommen.
Wegen seiner NSDAP-Mitgliedschaft war er nach dem Ende des Zweiten Weltkriegs schwer belastet. 1949 wurde er Mitarbeiter in der Stelle für Wiederaufbau der Fremdenverkehrswirtschaft Österreichs und konnte 1949 in dieser Funktion Politiker aus Wien und Salzburg für seine Idee einer „Musikolympiade“ begeistern.
Ortner war mit der Schauspielerin Elisabeth Kallina verheiratet, die Ehe wurde 1938 geschieden, möglicherweise aus politischen Erwägungen Ortners, da Kallina (nach damaliger Diktion) als „Mischling ersten Grades“ galt.

## Werk und Wirkung
Ortner zählte neben Richard Billinger zu den meistgespielten österreichischen Dramatikern der 1930er Jahre. Er verfasste in diesem Jahrzehnt 14 Dramen, zahlreiche Erzählungen und 5 Drehbücher. In seinen Theaterstücken verarbeitete Ortner historische und legendäre Stoffe, die von Elementen aus Neuromantik, Expressionismus und Neonaturalismus geprägt waren und seine Erfahrungen als Schauspieler und Regisseur einbauten.
Ortners Drama Tobias Wunderlich (UA 15. Juni 1929 am Wiener Burgtheater mit Ewald Balser in der Titelrolle) in elf Sprachen übersetzt und 1935 von Joseph Haas zu einer Oper vertont, Isabella von Spanien wurde in der Saison 1939/40 an über 250 Bühnen im deutschsprachigen Raum gespielt.
Zu Ortners weiteren bekannteren Stücken gehörte Stefan Fadinger über den Oberhauptmann der aufständischen Bauern des Traun- und Hausruckviertels im oberösterreichischen Bauernkrieg, das am 25. März 1929 im Prinzregententheater in München uraufgeführt wurde. Zahlreiche seiner Werke erschienen zwischen 1929 und 1940 im Paul Zsolnay Verlag.
Weitere Dramen Ortners sind Beethoven (im Auftrag von Burgtheaterdirektor Hermann Röbbeling für den Schauspieler Werner Krauß, uraufgeführt 1934 aber mit Ewald Balser in der Titelrolle), Der Bauenhauptmann (1941) (Umarbeitung des Dramas Stefan Fadinger von 1933), Veit Stoß (im Auftrag der Stadt Nürnberg, über den Bildhauer Veit Stoß, 1940) und die Komödie Himmeltau (UA 30. November 1943).

## Hörspielbearbeitungen
- 1948: Tobias Wunderlich – Regie: Ludwig Standl (ORF Vorarlberg)
- 1949: Das Paradiesgärtlein – Regie: Géza Rech (RWR Salzburg)
- 1950: Das Paradiesgärtlein – Regie: Alfred Schnayder (ORF Vorarlberg)
- 1955: Das Paradiesgärtlein – Regie: Erich Schwanda (ORF Wien)
- 1974: Das Paradiesgärtlein – Regie: Ferry Bauer (ORF Oberösterreich)

Quelle: Ö1-Hörspieldatenbank